# Sus Luyten
François Sus Luyten (Mol, 16 februari 1945 - Leuven, 24 mei 2003) was een Belgisch politicus voor de SP / sp.a.

## Levensloop
Hij zetelde sinds 1977 in de gemeenteraad van Mol en was van 1983 tot 2000 burgemeester van de gemeente. Na de gemeenteraadsverkiezingen van 2000 werd hij - ondanks de meeste voorkeursstemmen - naar de oppositie verwezen.
Hij was als burgemeester een tegenstander van de nucleaire transporten in de Kempen. Daarnaast is hij bekend  van de omstreden invoering van sluitingsuren voor cafés in de gemeente.
Hij overleed na een slepende ziekte in het Universitair Ziekenhuis van Leuven.
Jaarlijks wordt het 'Sus Luyten Wielerfeest' georganiseerd, een familiale fietstocht. De start en aankomst liggen aan het Zilvermeer.